# 天主教聖安娜教區
天主教聖安娜教區（拉丁語：Dioecesis Sancte Annae）是薩爾瓦多一個羅馬天主教教區，屬聖薩爾瓦多總教區。
教區成立於1913年2月11日，包括聖安娜省和阿瓦查潘省。2010年有教友965,000人（佔轄區總人口64.2%）、五十個堂區、110名司鐸。現任教區主教為羅密歐·托瓦爾·阿斯托加。